# Eine ganz private Affäre
Eine ganz private Affäre ist ein französischer Kriminalfilm von Guillaume Nicloux aus dem Jahr 2002.

## Handlung
Seit sechs Monaten ist die Studentin Rachel Spirien verschwunden. Ihre Mutter beauftragt den Privatdetektiv François Manéri, die Tochter zu suchen. Manéri beginnt seine Nachforschungen, indem er zunächst Personen aus ihrem nahen Umfeld befragt: Clarisse, Rachels beste Freundin, ihren ehemaligen Freund, den Stiefvater, die Nachbarn. Bei all seinen Nachforschungen und beharrlichen Fragen, die er Personen aus ihrem Umfeld stellt, bleiben viele Lücken, über die er seine Vermutungen anstellt. Vor allem die Freundin Rachels scheint mehr zu wissen, als sie preisgeben will. Als er ein Verhältnis mit Clarisse anfängt, verkompliziert sich sein ohnehin schon schwieriges Privatleben, mit einer Exfrau, einer Geliebten mit einem eifersüchtigen Ehemann und mit Spielschulden. Schließlich entdeckt er Hinweise, die in einen Swinger-Club führen, Rachel scheint ein ausschweifendes Sexualleben geführt zu haben. Im Laufe seiner Nachforschungen, bei denen er allmählich ihre Spur aufzunehmen scheint, wird er von zwei Unbekannten bedroht, und er gerät in eine Kollision mit der Polizei. Als die Leichenteile einer unbekannten Frau gefunden werden, nimmt die Polizei an, es handele sich um Rachel, und nimmt ihre Untersuchungen wieder auf, was ihm seine Arbeit erschwert.

## Produktion und Veröffentlichung
Der Film wurde von Bac Films, Canal+ und TF1 Filmproductions produziert, das Budget betrug knapp vier Millionen Euro. An den Kinokassen spielte der Film 2,2 Millionen Euro ein.
Die Filmmusik komponierte Eric Demarsan. Die Kostüme schuf Bernadette Strassmann, Jacques Rouxel die Szenenbilder.
Die Premiere des Films fand am 13. April 2002 beim Cognac Film Festival statt. Kino-Premiere in Frankreich war am 30. April 2002. Am 13. April 2003 wurde der Film am Philadelphia Film Festival vorgestellt. Die deutsche Erstaufführung fand am 26. November 2011 im ZDF statt. 2003 erschien eine DVD in französischer Sprache mit französischen Untertiteln für Hörbehinderte.

## Kritik
Der Film erhielt in der französischen Presse durchweg positive Kritiken. Olivier Bachelard vom Filmportal abusdecine schreibt, abgesehen davon, dass es sich um einen gut gemachten Thriller handele, zeichne sich der Film durch das außergewöhnliches Casting aus, mit hervorragenden Schauspielern auch in den Nebenrollen und durch die Besetzung Lhermites als Kommissar, der hier gegen sein übliches Rollenprofil spiele, meilenweit von seinen Erfolgskomödien.
Auch Le Parisien lobt die hervorragende Besetzung des Films, der vor allem durch die Interpretation Thierry Lhermittes überzeuge und den Zuschauer bis zur letzten Minute in Spannung halte.